# Kalle Jellvert
Kalle Jellvert, född 5 augusti 1995 i Örebro, Sverige, är en svensk professionell ishockeyspelare. Från säsongen 2014/2015 tillhör Jellvert Örebro Hockey, men är under delar av säsongen utlånad till HC Vita Hästen. 2017/2018 spelar Jellvert för AIK Hockey. Klubbadress säsongerna 2018-2021 var Modo Hockey.
Från 2021 i BIK Karlskoga

## Klubbar
- Örebro HK (2014/2015–)
- HC Vita Hästen (2015/2016) Utlånad från Örebro HK
- AIK Hockey (2017/2018) Utlånad från Örebro HK
- Modo Hockey (2018/2019-2021)